# Alan M. Stahl
Alan M. Stahl (* 7. August 1947 in Providence (Rhode Island)) ist ein Mediävist, der sich auf Münz- und Geldgeschichte sowie die Republik Venedig und ihre Kolonien spezialisiert hat.

## Leben
Seinen Bachelor erlangte Stahl 1968 im kalifornischen Berkeley, seinen Master 1974. Am 28. Dezember 1968 heiratete er Pamela McAbee, das Paar ließ sich 1976 scheiden.
Stahl wurde 1977 an der University of Pennsylvania mit der Dissertation The Merovingian Coinage of the Region of Metz promoviert.
Er war von 1981 bis zum Jahr 2000 Kurator der Abteilung für mittelalterliche Münzen der American Numismatic Society, von 1984 bis 1988 Präsident der American Medallic Sculpture Association und von 1986 bis 1987 Präsident des New York Numismatic Club. 2004 wurde er Kurator der Münzsammlung an der Bibliothek der Princeton University. Zugleich lehrte er an der Universität Venedig, und darüber hinaus an den Universitäten von Michigan in Ann Arbor und an der Rice University im texanischen Houston. Derzeit ist er Curator of Numismatics an der Princeton University in New Jersey, wo er auch lehrt.
1985 veröffentlichte er The Venetian Tornesello. A Medieval Colonial Coinage, in dem er minutiös aufzeigen konnte, wie Venedig seinen Kolonien eine Münze aufzwang, die es ermöglichte, die Differenz zwischen dem Realwert und dem vom Senat vorgegebenen Nominalwert des 1353 eingeführten Tornesello zu Lasten seiner Kolonien abzuschöpfen. Nach Stahl erhielt man für einen tornesello 1,6 der in Venedig umlaufenden denari piccoli, während das offizielle Wertverhältnis bei 3:1 lag. Die Münze, die auf diese Art völlig überteuert ausgegeben wurde, verlor dementsprechend bis zum Ende des 15. Jahrhunderts massiv an Wert, doch wurde der Zwang aufrechterhalten und sogar mittels ähnlicher Münzen auf andere Gebiete Venedigs ausgeweitet. Während 1359 ein Dukaten 259 Torneselli entsprach, erhielt man dafür 1466 bereits 792 der Kolonial-Münzen.
Im Jahr 2000 legte Stahl mit Zecca. The Mint of Venice in the Middle Ages erstmals eine Analyse der internen Prozesse einer vormodernen Münzprägestätte vor.
Darüber hinaus ist Alan Stahl Co-director des Michael of Rhodes Project und Mitherausgeber des dreibändigen Book of Michael of Rhodes. A Fifteenth Century Maritime Miscellany (2009).  Es handelt sich um die Schriften von Michele da Rodi, der 1401 als einfacher Ruderer in der venezianischen Marine begann und 1422 zum Assistenten des Flottenführers aufstieg. Auf 40 Kriegs- und Handelsfahrten kam er bis nach Flandern, Gallipoli und London. Neben autobiografischen Angaben auf sieben Seiten hinterließ er handelstechnische und kalendarische Berechnungen, einen Abschnitt zur Astrologie, einen der ältesten Portolane und die älteste Abhandlung über den Schiffbau.

## Veröffentlichungen (Auswahl)
- The Venetian Tornesello. A Medieval Colonial Coinage, New York 1985.
- Zecca. The Mint of Venice in the Middle Ages, Baltimore 2000.
- A Prosopography of Venetian Mint Officials, in: Medieval Prosopography 21 (2000) 41–131.
- The Ostrogothic Coinage in Italy from AD 476, in: Journal of Roman Archaeology 18 (2005) 753–755.
- mit Pamela O. Long, David McGee (Hrsg.): The Book of Michael of Rhodes. A Fifteenth Century Maritime Miscellany, Cambridge 2009 (vgl. Michalli da Ruodo).
- Numismatics in the Renaissance, in: Alan M. Stahl, Gretchen Oberfranc (Hrsg.): The Rebirth of Antiquity. Numismatics, Archaeology, and Classical Studies in the Culture of the Renaissance, Princeton 2009, S. 3–26.
- mit Julian Baker: Coinage and Money in the Morea after the Fourth Crusade, in: Sharon E. J. Gerstel (Hrsg.): Viewing the Morea. Land and People in the Late Medieval Peloponnese, Dumbarton Oaks, Washington 2013, S. 153–186. (academia.edu)
- The Mint of Venice in the Face of the Great Bullion Famine, in: Le Crisi Finanzierie: Gestione, implicazioni sociali e conseguenze nell’età preindustriale, Fondazione Istituto Internationale di Storia Economica “F. Datini” Prato, Florenz 2016, S. 223–237.